# Marko Dabro
Marko Dabro (* 28. März 1997 in Vinkovci) ist ein kroatischer Fußballspieler.

## Karriere

### Verein
Der in Vinkovci geborene Dabro durchlief die Reihen seines Heimatvereins HNK Cibalia und wurde bereits 2010 Teil der kroatischen Jugendauswahlen und debütierte als 13-Jähriger für die U15-Nationalmannschaft. Am 30. März 2013 wurde er der jüngste Spieler, der im Alter von 16 Jahren und 2 Tagen in der höchsten kroatischen Liga debütierte (am 26. Februar 2023 debütierte Luka Vušković ebenfalls mit 16 Jahren und 2 Tagen). Im Sommer 2013 wechselte Dabro in die Jugend vom AC Florenz. Da er dort nicht in den Fokus der Profis rückte, wurde er im Januar 2016 zunächst an Cibalia Vinkovci ausgeliehen und kehrte im Sommer 2016 endgültig zum Verein zurück. Nach dem Abstieg von Cibalia Vinkovci wechselte Dabro 2018 zum HNK Gorica, verließ den Verein jedoch im Dezember desselben Jahres, nachdem er nur drei Länderspiele für das Team absolviert hatte. Anfang 2019 wechselte er zum NK Bravo und zur neuen Saison 2019/20 zum NK BSK Bijelo Brdo. Dort wurde er zwei Jahre später mit 30 Treffern Torschützenkönig der 2. HNL. Anschließend nahm ihn Erstligist Lokomotiva Zagreb unter Vertrag. Dort schoss er in 27 Ligaspielen 13 Treffer und wechselte schon im April 2022 weiter zu Beijing Guoan nach China.

### Nationalmannschaft
Dabro spielte von 2011 bis 2018 insgesamt 34 Mal für diverse Jugendnationalmannschaften Kroatiens und erzielte dabei elf Treffer.

## Erfolge
- Kroatischer Zweitligameister: 2016
- Torschützenkönig der 2. HNL 2020/21 mit 30 Toren